# Horn-Kofferfisch
Der Horn-Kofferfisch (Acanthostracion quadricornis), auch Vierhorn-Kofferfisch oder Kuhfisch genannt, ist ein 45 Zentimeter großer Vertreter aus der Familie der Kofferfische.

## Aussehen
Diese Fische haben eine gelbe Körperfärbung, die am Rücken ins Braune übergeht. Der Bereich um den scharfen, weißen Schnabel ist dunkel. Sie haben nur sehr kleine, weiße, fast durchsichtige Brust-, Rücken- und Afterflossen. Über den sehr großen Augen ist ein kleiner Knochenfortsatz vorhanden. Der Kopf ist eckig und trägt ein Paar nach vorn gerichtete Stacheln. Ein weiteres Paar Stacheln befindet sich nahe der Schwanzflosse. Der schmale Schwanz hat ein breites gefächertes Ende. Fast den gesamten Körper überziehen prismenförmige sechseckige, starre Knochenplatten.
- Flossenformel: D 10, A 10[1]

## Verbreitung, Lebensraum und Lebensweise
Der Hornkofferfisch kommt im Westatlantik von Neuengland, dem Golf von Mexiko, der Karibik bis nach Brasilien vor. Diese Art bewohnt die Seegraswiesen und den Meeresboden in Küstennähe bis in eine Tiefe von 50 Metern. Er ernährt sich von kleineren wirbellosen Tieren wie Krebsen und Schwämmen und von Wasserpflanzen. Hornkofferfische können durch Vibration ihrer Schwimmblase mit Hilfe spezieller Muskeln Töne erzeugen. Sie sind nur sehr langsame und schlechte Schwimmer.

## Fortpflanzung
Die Männchen sind territorial und dulden keine fremden männlichen Artgenossen neben sich. Die vielen Eier werden durch Meeresströmungen davon getragen. Im Jugendstadium verstecken sie sich in den Seegraswiesen vor Fressfeinden.

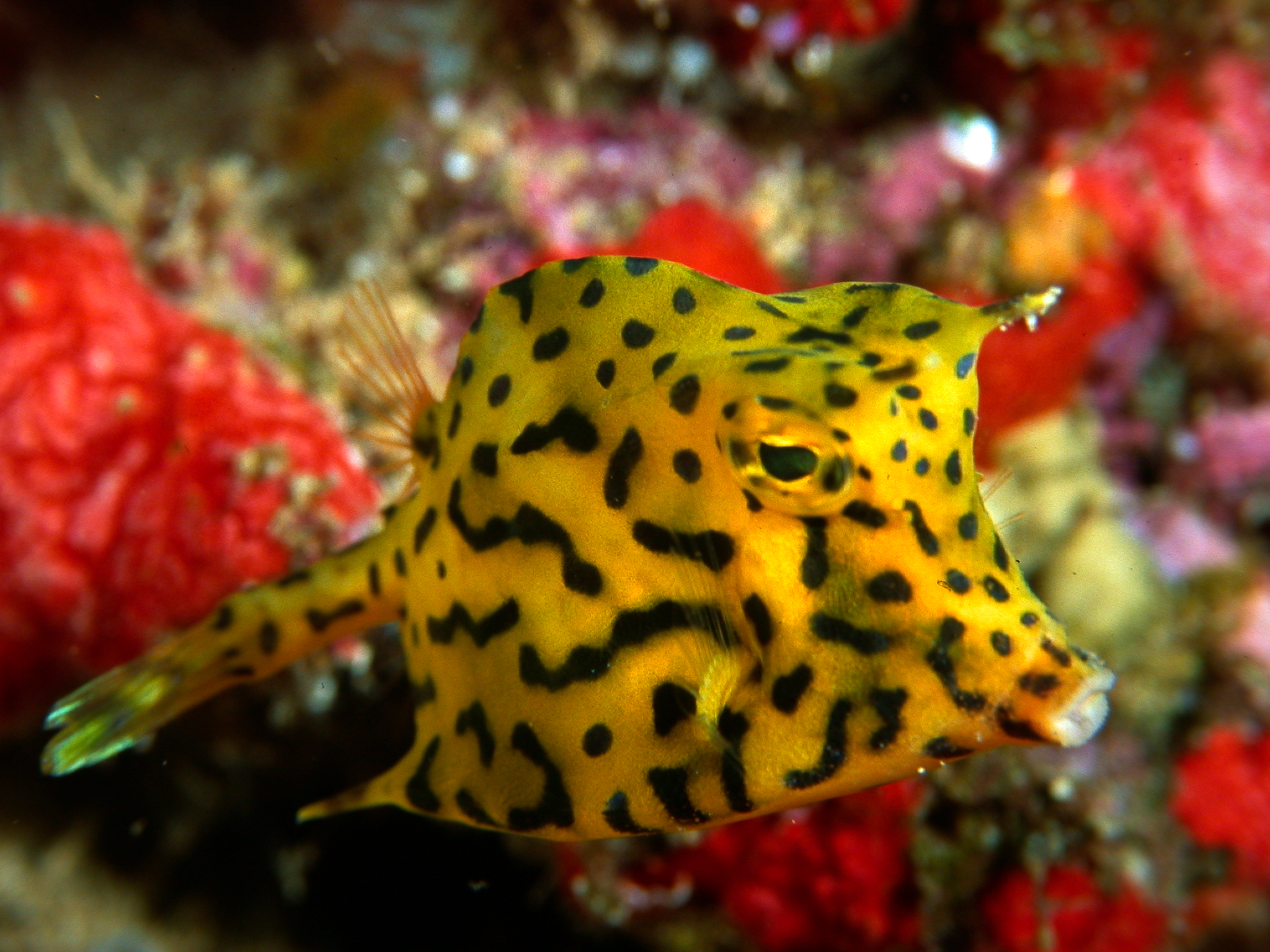
Junger Horn-Kofferfisch

## Nutzung
Vereinzelt kommt diese Art als Speise- oder Zierfisch in den Handel.

## Gefährdung und Schutzmaßnahmen
Da diese Art noch relativ weit verbreitet ist und keinerlei sonstige Gefährdungen bekannt sind, wird sie von der IUCN als nicht gefährdet (Least Concern) gelistet.